# Gugalj
Gugalj (cyr. Гугаљ) – wieś w Serbii, w okręgu zlatiborskim, w gminie Požega. W 2011 roku liczyła 243 mieszkańców.